# Universidad de Carolina del Norte
Universidad de Carolina del Norte es un grupo de 17 universidades públicas de Carolina del Norte (Estados Unidos) que acogen a un alumnado global de aproximadamente 222 322 estudiantes.
El sistema universitario tiene una matrícula total de 244 507 estudiantes a partir del otoño de 2021. Los campus de la UNC otorgaron 62 930 títulos en 2020–2021, la mayor parte de los cuales fueron a nivel de licenciatura, con 44 309 títulos otorgados. En 2008, el Sistema UNC otorgó más del 75% de todos los títulos de licenciatura en Carolina del Norte.

## Protocolos durante la pandemia de COVID-19
En marzo de 2020, debido a la pandemia de COVID-19, el Sistema UNC cerró indefinidamente la instrucción en persona en todos sus campus. En un movimiento sin precedentes para limitar la propagación de la enfermedad, se pidió a las instituciones que retiraran a la mayor cantidad posible de estudiantes del alojamiento en el campus, implementaran el trabajo remoto siempre que fuera posible y que hicieran la transición a la educación a distancia.

## Mandato legal
La autoridad legal y el mandato de la Universidad de Carolina del Norte están contenidos en la primera Constitución del Estado (1776), 
¨que establece en el Artículo XLI, que la Legislatura establecerá una escuela o escuelas, para la instrucción conveniente de la juventud, ... y todo aprendizaje útil será debidamente alentado y promovido, en una o más universidades, la legislatura estatal otorgó una carta y financiación para la universidad en 1789.¨
El Artículo IX de la Constitución de Carolina del Norte de 1971 se ocupa de todas las formas de educación pública en el estado. Los apartados 8 y 9 de dicho artículo se refieren a la educación superior.
- Sección 8:

La Asamblea General mantendrá un sistema público de educación superior, que comprenderá la Universidad de Carolina del Norte y otras instituciones de educación superior que la Asamblea General considere convenientes. La Asamblea General dispondrá la selección de los fideicomisarios de la Universidad de Carolina del Norte y de las demás instituciones de educación superior, a quienes se conferirán todos los privilegios, derechos, franquicias y dotaciones hasta ahora otorgadas o conferidas a los fideicomisarios de estas instituciones La Asamblea General puede promulgar las leyes necesarias y convenientes para el mantenimiento y la gestión de la Universidad de Carolina del Norte y las demás instituciones públicas de educación superior.
- Sección 9: La Asamblea General dispondrá que los beneficios de la Universidad de Carolina del Norte y otras instituciones públicas de educación superior, en la medida de lo posible, se extiendan a la gente del Estado sin costo alguno.

Las disposiciones legales estipulan la función actual y el costo para los estudiantes de la Universidad de Carolina del Norte.

## Universidades
Dentro de sus diecisiete campus, la UNC alberga dos facultades de medicina y un hospital escuela, diez programas de enfermería, dos facultades de odontología, una facultad de veterinaria y hospital, y una facultad de farmacia, así como dos facultades de derecho, 15 facultades de educación, tres escuelas de ingeniería y una escuela para artistas escénicos. La universidad más antigua, la Universidad de Carolina del Norte en Chapel Hill, admitió estudiantes por primera vez en 1795. El miembro más pequeño y más nuevo es la Escuela de Ciencias y Matemáticas de Carolina del Norte, una escuela secundaria residencial de dos años, fundada en 1980 y miembro de pleno derecho de la universidad desde 2007. La universidad más grande es la Universidad Estatal de Carolina del Norte, con 34 340 estudiantes a partir del otoño de 2012.
Si bien los nombres oficiales de cada campus los determina la Asamblea General de Carolina del Norte, las abreviaturas las determina la escuela individual.
La universidad más antigua del grupo y que coloquialmente se conoce también como Universidad de Carolina del Norte es la Universidad de Carolina del Norte en Chapel Hill, pero se trata de una institución más de las 17 que forman parte del sistema y que son:
- Universidad de Carolina del Norte en Chapel Hill
- Universidad de Carolina del Norte en Charlotte
- Universidad de Carolina del Norte en Greensboro
- Universidad de Carolina del Norte en Pembroke
- Universidad de Carolina del Norte en Wilmington
- Universidad de Carolina del Norte en Asheville
- Universidad Estatal de Carolina del Norte en Raleigh
- Universidad del Este de Carolina
- Universidad de Carolina Occidental
- Universidad Estatal de los Apalaches
- Universidad Estatal de Elizabeth City
- Universidad Estatal de Fayetteville
- Universidad Estatal de Winston-Salem
- Universidad Agrícola y Técnica Estatal de Carolina del Norte
- Universidad Central de Carolina del Norte
- Escuela de las Artes de la Universidad de Carolina del Norte
- Escuela de Ciencia y Matemáticas de Carolina del Norte